# Pittosporum lancifolium
Pittosporum lancifolium är en tvåhjärtbladig växtart som först beskrevs av Frederick Manson Bailey, och fick sitt nu gällande namn av L.W. Cayzer; M.D. Crisp och I.R.H. Telford. Pittosporum lancifolium ingår i släktet Pittosporum och familjen Pittosporaceae. Inga underarter finns listade.